# 矢野機
矢野 機（やの はかる、1887年（明治20年）3月27日 - 1992年（平成4年）2月10日）は、日本の陸軍軍人。最終階級は陸軍中将。

## 経歴
東京府出身。本籍は千葉県。矢野正躬（陸軍主計監）の長男として生れる。成城中学校、東京陸軍地方幼年学校、中央幼年学校を経て、1905年11月、陸軍士官学校（第18期）を卒業。翌年6月、歩兵少尉に任官し歩兵第12連隊付となる。1913年11月、陸軍大学校（第25期）を卒業した。
教育総監部付、歩兵第12連隊中隊長、第8師団参謀、教育総監部課員、スイス駐在、チェコスロバキア駐在、教育総監部課員などを経て、1925年8月、東宮武官兼侍従武官となった。さらに、侍従武官、教育総監部庶務課長、歩兵第6連隊長、陸軍歩兵学校教導連隊長、朝鮮軍参謀などを歴任し、1934年3月、陸軍少将に進級。
満州事変後に歩兵第8旅団長として満州に出征。関東憲兵隊司令部付などを経て、二・二六事件当時は憲兵司令部総務部長の職に在り、治安の維持回復に尽力した。第3師団司令部付となり、1937年3月、予備役に編入されたが、翌年7月に召集を受け、歩兵第25旅団長を勤めた。1940年2月、召集解除となり、同年8月、陸軍中将となった。
1942年4月、大日本翼賛壮年団千葉団長となり、1943年8月、歩兵学校嘱託。1944年10月、再度召集を受け、歩兵学校校長に就任。留守業務部長を経て、1945年12月、召集解除となった。
1947年（昭和22年）11月28日、公職追放仮指定を受けた。

## 親族
- 義父 伊崎良煕（陸軍少将）[1]
- 娘婿 金子中二（陸軍少佐）[1]
- 従弟 綾部橘樹（陸軍中将）